# Myles Lewis-Skelly
Myles Anthony Lewis-Skelly (* 26. září 2006) je anglický fotbalista, který hraje jako záložník a levý obránce za Arsenal FC a anglickou reprezentaci. V klubu debutoval v sezóně 2024/2025.

## Klubová kariéra
Do akademie Arsenalu vstoupil ve věku 8 let.
V říjnu 2023 klub oznámil, že s ním Lewis-Skelly podepsal první profesionální smlouvu. Za klub debutoval dne 22. září 2024 proti Manchesteru City, když střídal Jurriëna Timbera. V zápase dostal žlutou kartu. 11. prosince debutoval v Lize mistrů proti Monaku, byl nejmladším hráčem Arsenalu, který v této soutěži nastoupil, od roku 2011. O tři dny později debutoval proti Evertonu v Premier League.
Dne 25. ledna 2025 obdržel v zápase proti Wolverhamptonu Wanderers kontroverzní červenou kartu. 28. ledna bylo oznámeno, že nedostane suspendaci na tři zápasy, když vyšlo odvolání Arsenalu.
Dne 2. února vstřelil svůj první gól za klub, skóroval proti Manchesteru City.